# Giải vô địch bóng đá nữ Nam Á 2012
Giải vô địch bóng đá nữ Nam Á 2012 diễn ra tại Colombo, Sri Lanka từ ngày 7 đến ngày 16 tháng 9 năm 2012. Ấn Độ là đội vô địch của giải khi giành chiến thắng trước Nepal trong trận chung kết.

## Vòng bảng

### Bảng A
| Đội        | Tr | T | H | B | BT | BB | HS  | Đ |
| ---------- | -- | - | - | - | -- | -- | --- | - |
| Ấn Độ      | 3  | 3 | 0 | 0 | 19 | 0  | +19 | 9 |
| Sri Lanka  | 3  | 2 | 0 | 1 | 6  | 6  | 0   | 6 |
| Bangladesh | 3  | 1 | 0 | 2 | 2  | 5  | -3  | 3 |
| Bhutan     | 3  | 0 | 0 | 3 | 0  | 16 | -16 | 0 |

| Ấn Độ                                       | 3 – 0   | Bangladesh |
| ------------------------------------------- | ------- | ---------- |
| Yumnam 64' · Bembem Devi 76' · Senapati 89' | Báo cáo |            |

| Bhutan | 0 – 4   | Sri Lanka                                    |
| ------ | ------- | -------------------------------------------- |
|        | Báo cáo | Kumari 4' · Kumudumala 21', 57' · Perera 84' |

| Ấn Độ                                                     | 5 – 0   | Sri Lanka |
| --------------------------------------------------------- | ------- | --------- |
| Samal 17' · Rinaroy Salam 32', 51' · Magar 53' · Devi 56' | Báo cáo |           |

| Bangladesh | 1 – 0   | Bhutan |
| ---------- | ------- | ------ |
| Pru 19'    | Báo cáo |        |

| Bhutan | 0 – 11  | Ấn Độ |
| ------ | ------- | --- |
|        | Báo cáo | Goon 13' · Kamala Devi 23', 30' · Malik 27' (ph.đ.) · Magar 38', 49', 65' · Devi 42', 64' · Chanu 63' · Routray 73' |

| Bangladesh | 1 – 2   | Sri Lanka                   |
| ---------- | ------- | --------------------------- |
| Marma 75'  | Báo cáo | Dilrangi 83' · Chitrani 86' |

### Bảng B
| Đội         | Tr | T | H | B | BT | BB | HS  | Đ |
| ----------- | -- | - | - | - | -- | -- | --- | - |
| Nepal       | 3  | 3 | 0 | 0 | 20 | 1  | +19 | 9 |
| Afghanistan | 3  | 1 | 1 | 1 | 6  | 8  | -2  | 4 |
| Pakistan    | 3  | 1 | 0 | 2 | 3  | 12 | -9  | 3 |
| Maldives    | 3  | 0 | 1 | 2 | 1  | 9  | -8  | 1 |

| Nepal                                                                   | 8 – 0   | Pakistan |
| ----------------------------------------------------------------------- | ------- | -------- |
| Gurung 9', 32', 34', 44' · Rai 16' · Rana 42' · Lama 51' · Adhikari 72' | Báo cáo |          |

| Maldives | 1 – 1   | Afghanistan |
| -------- | ------- | ----------- |
| Afza 30' | Báo cáo | Naweed 2'   |

| Nepal                                            | 5 – 0   | Maldives |
| ------------------------------------------------ | ------- | -------- |
| Adhikari 19' · Lama 35' · Gurung 59', 88', 90+1' | Báo cáo |          |

| Pakistan | 0 – 4   | Afghanistan                                    |
| -------- | ------- | ---------------------------------------------- |
|          | Báo cáo | Rohin 8', 23' · Arghandiwal 51' · Haydaree 89' |

| Nepal                                                        | 7 - 1   | Afghanistan  |
| ------------------------------------------------------------ | ------- | ------------ |
| Thapa 5', 45+2' · Gurung 19' · Rana 47', 72' · Lama 69', 89' | Báo cáo | Haydaree 42' |

| Maldives | 0 - 3   | Pakistan                          |
| -------- | ------- | --------------------------------- |
|          | Báo cáo | Khan 12', 85' · Malika-e-Noor 69' |

## Vòng đấu loại trực tiếp

### Bán kết
| Ấn Độ | 11 – 0  | Afghanistan |
| --- | ------- | ----------- |
| Kamala Devi 5', 57', 90' · Devi 31' · Bembem Devi 40', 61', 70' · Malik 43', 78' · Romi Devi 59' · Magar 81' | Báo cáo |             |

| Nepal                                          | 3 – 0   | Sri Lanka |
| ---------------------------------------------- | ------- | --------- |
| Lama 48' · Adhikari 76' · Poudel 90+3' (ph.đ.) | Báo cáo |           |

### Chung kết
| Ấn Độ                                          | 3 – 1   | Nepal       |
| ---------------------------------------------- | ------- | ----------- |
| Routray 8' · Bembem Devi 66' · Kamala Devi 83' | Báo cáo | Adhikari 3' |